# Hiệp định thương mại tự do Liên minh châu Âu-Nhật Bản
Hiệp định thương mại tự do Liên minh châu Âu-Nhật Bản (JEFTA: Japan-EU Free Trade Agreement) là một thỏa thuận thương mại tự do và bảo hộ đầu tư giữa Liên minh châu Âu và Nhật Bản và được đàm phán từ năm 2013 đến năm 2017. Nó là hiệp định thương mại song phương lớn nhất của EU cho đến nay và mang hình thức hiệp ước theo luật quốc tế. Vì hiệp định thương mại tự do JEFTA chiếm 30% tổng sản phẩm quốc nội thế giới và 40% thương mại toàn cầu, nó được Thủ tướng Nhật Bản Shinzō Abe nói tới ở Brussels cho đây là "sự ra đời của khu kinh tế lớn nhất thế giới."
Vào ngày 8/12/2017, Thủ tướng Nhật Bản Shinzō Abe sau một cuộc trò chuyện qua điện thoại với Juncker đã xác nhận kết thúc đàm phán và thông báo rằng JEFTA sẽ được ký vào giữa năm 2018 và có hiệu lực vào đầu năm 2019. Bảo vệ đầu tư được tường thuật chưa hoàn toàn được đồng ý; các cuộc đàm phán liên quan nên được tiếp tục. Sau khi một dự định thỏa thuận thất bại vào cuối năm 2016, ngày 6/7/2017, đêm trước hội nghị thượng đỉnh G20 tại Hamburg, Chủ tịch Hội đồng EU Donald Tusk và Chủ tịch Ủy ban EU Jean-Claude Juncker đã đồng ý với Abe ở Brussels về các tính năng chính và sẽ kết thúc đàm phám JEFTA càng sớm càng tốt.
Thỏa thuận đã được ký kết vào ngày 17 tháng 7 năm 2018.

## Quan hệ thương mại giữa EU và Nhật Bản

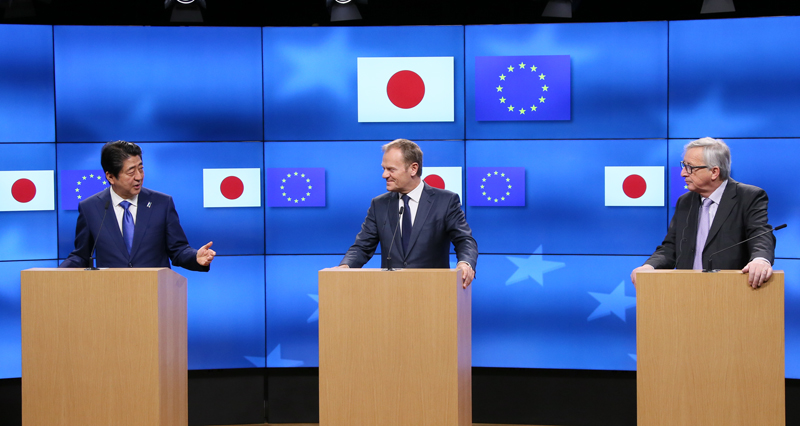
Thủ tướng Nhật Shinzō Abe, Chủ tịch Hội đồng EU Donald Tusk và Chủ tịch Ủy ban EU Jean-Claude Juncker trong một cuộc họp báo về hiệp ước thương mại tự do trong tháng 3 2017

Nhật là nước mậu dịch lớn thứ 2 với EU sau Trung Quốc ở châu Á và đứng thứ 6 toàn cầu:
| Xuất cảng 2016 từ | [tỷ Euro] | Tỷ lệ thương mại |
| ----------------- | --------- | ---------------- |
| EU sang Nhật Bản  | 58,1      | 3,3 %            |
| Nhật Bản sang EU  | 66,5      | 3,9 %            |
| Đức sang Nhật Bản | 18,4      | 1,5 %            |
| Nhật Bản sang Đức | 22,0      | 2,3 %            |

Nhật cũng là một nước đầu tư quan trọng vào EU:
| Số tiền đầu tư 2011–2014 | [tỷ Euro] | Tỷ lệ  |
| ------------------------ | --------- | ------ |
| EU vào Nhật Bản          | 12,3      | 0,88 % |
| Nhật Bản vào EU          | 24,8      | 1,68 % |

## Nhận xét
"Chính sách của chính phủ Trump đã đẩy nhanh mọi thứ", Irina Angelescu, chuyên gia về Nhật Bản của New Yorker Thinktanks Council on Foreign Relations cho biết. Theo bà, thỏa thuận này thay đổi một phần nào tính cách của nó. Jephta không chỉ là một hợp đồng kinh tế, mà còn là một câu trả lời cho chính sách bế quan tỏa cảng của Mỹ. "Châu Âu và Nhật Bản," Angelescu tin rằng, "đang tự định vị ngày càng nhiều hơn với tư cách là các nhà vô địch tự do thương mại." 